# Gabriel Jan Mincewicz
Gabriel Jan Mincevič (*  25. März 1938 in Sužionys, Rajongemeinde Vilnius; † 7. Dezember 2016) war ein litauischer Politiker polnischer Herkunft.

## Leben
1968 absolvierte er das Juozas-Tallat-Kelpša-Konservatorium Vilnius als Chor-Dirigent und 2000 das Masterstudium der Theologie an der Kardinal-Stefan-Wyszyński-Universität in Warschau. Ab 1968 arbeitete er an der 26. Mittelschule Vilnius als Musiklehrer und von 1975 bis 1992 in Nemenčinė. Von 1992 bis 2004 war er Mitglied im Seimas. Ab 2000 war er Mitglied im Rat, von 2007 bis 2011 stellvertretender Bürgermeister der Rajongemeinde Vilnius. 2005 war er Leiter des Kulturhauses Nemenčinė.
Mincevič war Mitglied der Lietuvos lenkų sąjunga, von 1991 bis 1994 Vorstandsvorsitzender, danach Mitglied der Lietuvos lenkų rinkimų akcija. Er leitete den Verein „Wileńszczyzna“.
Er war mit seiner Frau Natalija verheiratet.